# هيجةالمر (القبيطة)

تعديل مصدري - تعديل

هيجةالمر هي إحدى قرى عزلة كرش بمديرية القبيطة التابعة لمحافظة لحج، بلغ تعداد سكانها 117 نسمة حسب تعداد اليمن لعام 2004.